# Kościół Najświętszego Serca Pana Jezusa w Kamiennej Górze
Kościół Najświętszego Serca Pana Jezusa – rzymskokatolicki kościół parafialny Najświętszego Serca Pana Jezusa mieszczący się w Kamiennej Górze w diecezji legnickiej.

## Charakterystyka

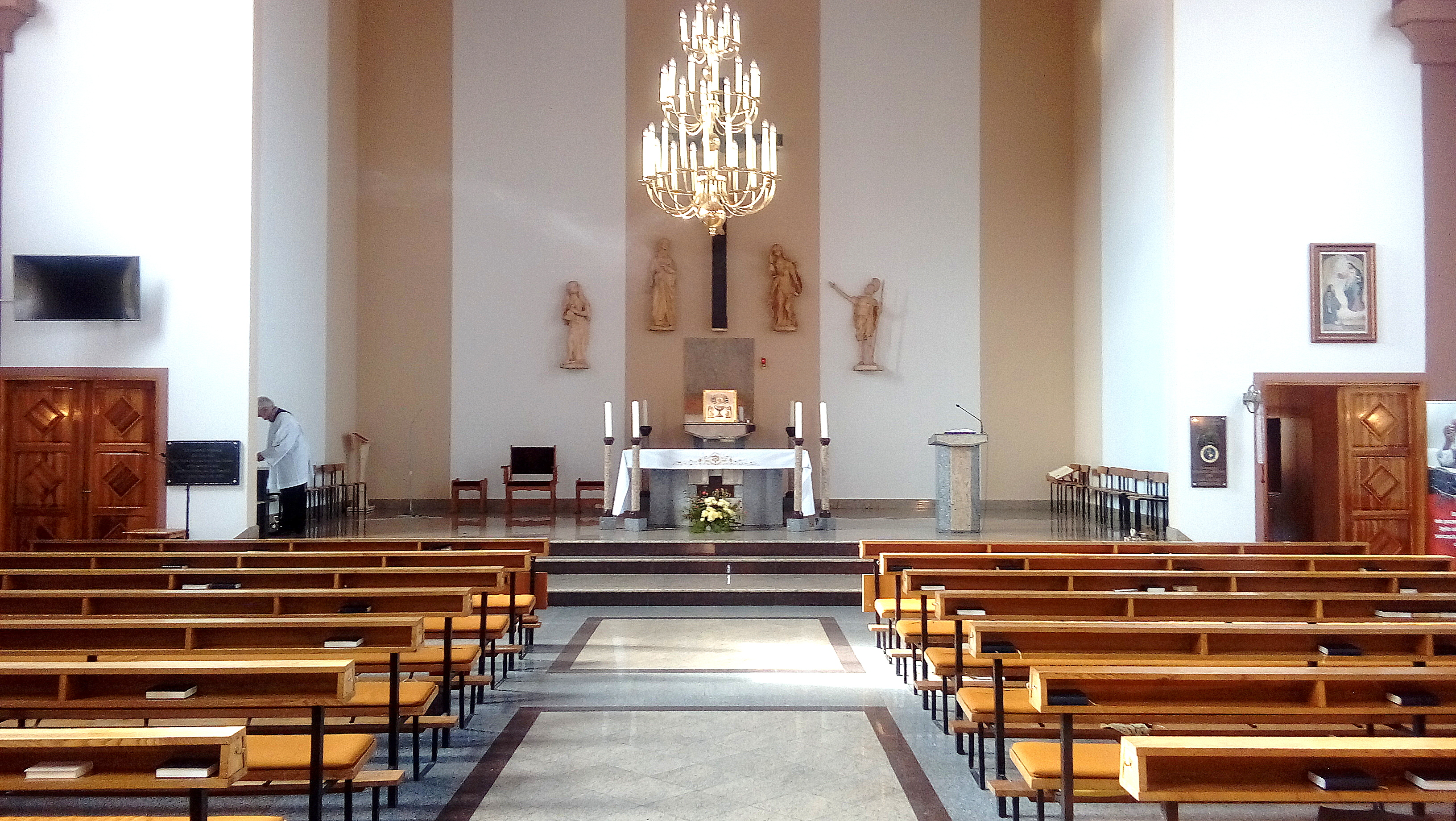
Nawa główna z prezbiterium

Budynek kościoła jest dość dużym współczesnym założeniem na planie prostokątnym z zakrystią i rozbudowanym zadaszeniem na fasadzie z wejściem do kościoła. Na ścianie głównej znajduje się solidna, wysoka czworoboczna wieża o zniesionych krawędziach, z fantazyjnym nowoczesnym w formie hełmem, latarnią i krzyżem na szczycie. Na krawędzi dachu i ścian korpusu umieszczono okna w typie lukarny. Na dachu od strony prezbiterium umieszczono na kalenicy niewielką sygnaturkę. Niżej na tej ścianie znajduje się trapezowate okno, będące źródłem światła dla sfery sacrum. 
Wnętrze świątyni jest przestrzenne i jasne. Nawę dla wiernych i wyniesione ponad nią prezbiterium nakrywa drewniany strop z listew pokrywający wielopłaszczyznowo całe pomieszczenie. Na podwyższeniu znajduje się stół ołtarzowy z tabernakulum i Najświętszym Sakramentem w towarzyszeniu grupy figuralnej składającej się na scenę ukrzyżowania.   
W kościele znajduje się tablica z informacją, iż kamień węgielny pod budowę świątyni został poświęcony w Legnicy przez papieża Jana Pawła II w dniu 2 czerwca 1997 r.  (podczas VI pielgrzymki do Polski). W uroczystościach wmurowania brał udział biskup Tadeusz Rybak. 
21 października 2018 roku podczas uroczystej mszy św. kościół został poświęcony przez bpa Zbigniewa Kiernikowskiego.